# Le Sang des anges
 (septembre 2012).
Si vous disposez d'ouvrages ou d'articles de référence ou si vous connaissez des sites web de qualité traitant du thème abordé ici, merci de compléter l'article en donnant les références utiles à sa vérifiabilité et en les liant à la section « Notes et références ».
Le Sang des anges (titre original : Angels' Blood) est un roman de Nalini Singh paru en 2009. Il est le premier de sa série Chasseuse de vampires (Guild Hunter en anglais).

## Résumé
Elena Deveraux est une chasseuse de vampire très douée. Néanmoins, son prochain travail la pétrifie d'effroi. Travailler avec des anges, elle l'a déjà fait. Mais le fait que son nouvel employeur n'est d'autre que le puissant et séduisant Raphaël, l'Archange de New York lui glace le sang. Avec lui, pas le droit à l'erreur. De plus, cette fois, ce n'est pas un vampire renégat qu'elle devra poursuivre, mais un Archange déchu terriblement puissant.
Elena devra faire face à de nombreux dangers, dont son employeur lui-même. Mais est-ce de la peur ou de la curiosité qu'elle éprouve en le voyant ?